# سیارک ۷۷۳۷
سیارک ۷۷۳۷ (به انگلیسی: 7737 Sirrah، نامگذاری:1981VU) هفت هزار و هفتصد و سی و هفتمین سیارک کشف شده‌است که در ۵ نوامبر ۱۹۸۱ کشف شد.
قدر مطلق سیارک برابر ۱۴٫۴۰ است.